# Hartai Petra
Hartai Petra (Budapest, 1992. július 30. –) Junior Prima díjas magyar színésznő.

## Életpályája
Gyermekkorát Rákoscsabán töltötte. 2011-ben érettségizett a Vörösmarty Mihály Gimnázium drámatagozatán. 2011–2016 között a Kaposvári Egyetem színművész szakos hallgatója volt Kocsis Pál osztályában. 2016–2019 között a szombathelyi Weöres Sándor Színház tagja volt, ahol egyetemi gyakorlatát is töltötte. 2019–2021 között szabadúszó volt. 2021-től a Budaörsi Latinovits Színház tagja.

## Fontosabb színházi szerepei
- Horváth János Antal: Kicsi ( Laura) – 2020[5][6]
- Gianina Cărbunariu: Mady Baby ( Madalina) – 2020[7][8][9][10][11]
- Gábor Sára: Kutyaportéka  (Szereplő) – 2019 [12][13]
- Henry Farrell: Mi történt Baby Jane-nel? (Bejárónő) – 2019
- Michael Frayn: Vadméz (Szereplő) – 2019
- Jerry Herman – Harvey Fierstein – Jean Poiret: Az Őrült nők ketrece (Anne) –  2018-tól (az előadás 2014-ben lett bemutatva)
- Petr Zelenka: Hétköznapi Őrületek (Aliz) – 2017/2018
- Mihail Ugarov: Oblom-Off (Olga, Oblomov Szerelme) – 2017/2018
- Anton Pavlovics Csehov: Ivanov (Szása, Lebegyevék Leánya) – 2016/2017
- William Shakespeare: Ahogy Tetszik (Rosalinda, A Száműzött Herceg Lánya (Átöltözve: Ganiméd)) – 2016/2017
- Tadeusz Slobodzianek: A Mi Osztályunk (Dora) – 2015/2016
- Anton Pavlovics Csehov: Ványa Bá (Szonya, Szerebjakov Leánya Az Első Házasságból) – 2015/2016
- Martin Mcdonagh: A Kripli (Helen) – 2015/2016
- William Shakespeare: Makrancos Kata Avagy A Hárpia Megzabolázása (Bianca, Baptista Kisebbik Lánya) – 2014/2015
- Neil Simon – Cy Coleman – Dorothy Fields: Sweet Charity (Rosie) – 2014/2015
- Székely Csaba: Vitéz Mihály (Egy Szajha, Velika, Erdélyi Udvarhölgy) – 2014/2015
- Pintér Béla – Darvas Benedek: Parasztopera (Julika) – 2014/2015
- Szilárdi Béla: Ecset És Kalapács (Nővér) – 2014/2015
- Eugene Labiche – Marc Michel: Olasz Szalmakalap (Virginie, Beauperthuis-Ék Szobalánya) – 2013/2014
- Galambos Péter – Kovács-Cohner Róbert: Boldogságtöredék (Anya És Más Szerep) – 2013/2014
- William Shakespeare: Romeó És Júlia (Szereplő) – 2013/2014
- Anton Pavlovics Csehov: Három Nővér (Fedotyik Alexej Petrovics, Zászlós, Irina) – 2013/2014
- Jónás Tamás: „Lassuló Zuhanás” (Szereplő) – 2013/2014

## Film- és tévészerepei
- A renitens (magyar sorozat, 2024) ...Horváth Zsófia
- Látom, amit látsz (magyar film, 2023) ... Vera
- Apatigris (magyar sorozat, 2023) ...Barbi
- Doktor Balaton (magyar sorozat, 2022) ...Takács Dóra
- Nagykarácsony (magyar játékfilm, 2021) ...Gréta
- Alvilág (magyar sorozat, 2019) ...Fiatal Hajni
- Oltári csajok  (magyar telenovella, 2017) ...Erdész Hajnal
- Munkaügyek (magyar sorozat, 2016) '...Titkárnő
- #Sohavégetnemérős  (magyar játékfilm, 2016) ...Móni
- Klipperek 2.0 (magyar tévéfilm sorozat, 2007) ...Julika
- Klipperek  (magyar tévéfilm sorozat, 2005)
- Mi, szemüvegesek  (magyar játékfilm)

## Díjai, elismerései
- Arany Medál díj (2016) – a legígéretesebb fiatal tehetség[14]
- Vidéki Színházak Fesztiválja 2016 – A legígéretesebb pályakezdő színésznő díja – Ványa bá (rendező: Réthly Attila)
- Vidéki Színházak Fesztiválja 2017 – A legjobb női alakítás díja – Ivanov (rendező: Lukáts Andor)
- Városmajori Színházi Szemle: Legjobb női mellékszereplő díja (2019 )
- Junior Prima díj (2022)[15]
- Básti Lajos-díj (2025)[16]

## Interjúk
- Varga Ferenc:Hartai Petra: Képes vagyok egy hétig csak lángost enni
- Bordás Katinka: Hartai Petrával, a 2019-től szabadúszó fiatal színésznővel beszélgettünk két Titánium nyertes előadás, a Jurányiban februárban bemutatott Mady Baby és a Trafóban játszott Kutyaportéka kapcsán[halott link]